# Manolo Blasco
Pour les articles homonymes, voir Blasco.
Manolo Blasco est un astronome espagnol.

## Biographie
Le Centre des planètes mineures le crédite de la découverte de cinq astéroïdes, effectuée entre 1996 et 2000, dont un avec la collaboration de Salvador Sánchez.
| (9900) Llull       | 13 juin 1997      |
| (20140) Costitx    | 23 août 1996      |
| (20141) Markidger  | 13 septembre 1996 |
| (71855) 2000 UF110 | 31 octobre 2000   |
| (73845) 1996 RF3   | 6 septembre 1996  |